# 坂東パーキングエリア
坂東パーキングエリア（ばんどうパーキングエリア）は、茨城県坂東市にある首都圏中央連絡自動車道（圏央道）のパーキングエリア (PA) である。

## 概要
圏央道は休憩施設が不足しており、久喜白岡ジャンクション (JCT) （東北道接続） - つくばJCT（常磐道接続）間を含む菖蒲PA - 江戸崎PA間の約76 キロメートル (km) には休憩施設が1か所もない状況であった。そのため、国土交通省は久喜白岡JCT - つくばJCT間において新たなパーキングエリアの設置を計画し、2014年（平成26年）には菖蒲PA - 江戸崎PAのほぼ中間地点にあたる茨城県坂東市付近にPAを設置することが決定した。
2017年（平成29年）2月26日に境古河インターチェンジ (IC)  - つくば中央IC間が暫定2車線で開通。開通後は休憩施設不足により利用者から不満の声が上がった。そのような中、同年12月には財政投融資を活用し、現在暫定2車線となっている久喜白岡JCT - 大栄JCT間の約92 kmが2022年（令和4年）度から2024年（令和6年）度にかけて順次4車線化される見込みが示される。
国土交通省は、4車線化に伴う交通量増大等を踏まえ、道路利用者へのサービス向上の観点から当PAの早期整備が必要とし、2018年（平成30年）11月より本格的な検討に着手。翌2019年（令和元年）5月にかけて計3回にわたり具体化に向けた調整会議を開催し、同年6月には当PAの整備方針が決定した。4車線化に併せて早期の供用開始を目指して、2020年（令和2年）3月下旬より一部工事に着手し、同年8月には搬入路整備、伐採工事に着手している。
2024年（令和6年）3月13日にPAの名称が「坂東パーキングエリア」に正式決定し、同日東日本高速道路株式会社は内回り側（久喜白岡JCT方面）について、同年4月23日12時より供用を開始することを発表した。外回り側（つくばJCT方面）については引き続き整備を進め、坂東IC - 常総IC間の4車線化に併せて早期オープンを目指す。

## 施設
上下線分離構造のPAとなる。また、内回り側（久喜白岡JCT方面）には坂東市が整備する情報発信機能や防災機能を備えたハイウェイオアシスの整備が進められており、後述するように2024年10月11日にローソンがオープンしたことで暫定供用となった。

### 内回り（鶴ヶ島・八王子方面）
PA駐車場の一部はハイウェイオアシスである坂東市の公園施設区域に属する。
出典：
PA施設
- 駐車場
  - 大型：38台
  - 小型：51台
  - 障がい者用：1台
  - 二輪車：4台
- トイレ
  - 男性：大5基・小7基
  - 女性：13基
  - バリアフリー：1基
  - 家族トイレ：1基
- 急速充電器：2口
- 自動販売機（24時間販売）
- ハイウェイ情報ターミナル

売店・フードコートは設置されていないが、下記の通り、ハイウェイオアシスとしてコンビニエンスストアが2024年10月11日オープンし、当PA側から直接入店可能となっている。

### 坂東PAハイウェイオアシス（坂東市公園施設）
- 駐車場
  - 一般道側
    - 小型：16台
    - 障害者：3台

  - 圏央道側（内回り）
    - 小型：4台
    - 大型：10台
- 売店（ローソン坂東PAハイウェイオアシス店）[20][21]。

## 隣
C4 首都圏中央連絡自動車道
(74) 坂東IC - 坂東PA（内回りのみ、外回りは事業中） - (75) 常総IC